# Eusarca interlinearia
Eusarca interlinearia là một loài bướm đêm trong họ Geometridae.